# 聖伯多祿聖保祿主教座堂 (賈科沃)

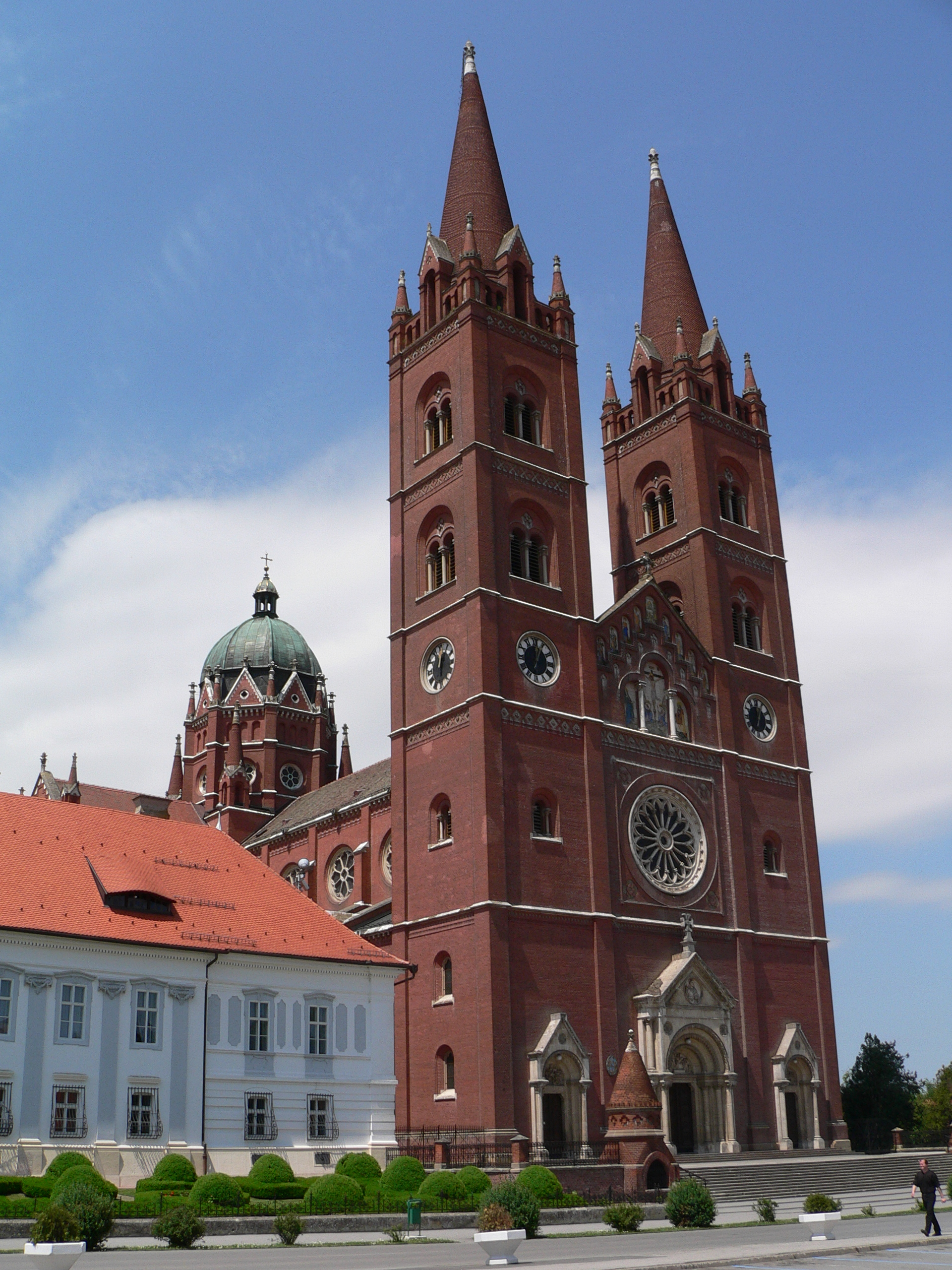

聖伯多祿聖保祿主教座堂是位於克羅埃西亞城市賈科沃的一座羅馬天主教的教堂，也是天主教賈科沃-奧西耶克總教區的主教座堂。有時簡稱為聖保祿主教座堂。這座教堂也是當地最有名的地標建築。

## 外部連結
- Đakovačko-osječka nabiskupija

Template:Cathedrals in Croatia
45°18′27″N 18°24′40″E / 45.3075°N 18.4111°E